# 데리구

데리 구의 위치

데리구(영어: Derry District, 아일랜드어: Ceantar Dhoire)는 2015년까지 존재했던 북아일랜드의 옛 구였다. 행정 중심지는 데리이며 면적은 387km2, 인구는 109,800명(2010년 기준), 인구 밀도는 283명/km2이다.

## 구 정보
- 행정 중심지: 데리
- 면적: 387km2
- 인구: 109,800명 (2010년 기준)
- 인구 밀도: 283명/km2
- ISO 3166-2 코드: GB-DRY
- ONS 코드: 95A
- 종교 분포: 천주교 75.4%, 개신교 23.2%